# 小行星4193
小行星4193（4193 Salanave）是一颗围绕太阳公转的小行星。1981年9月26日，布萊恩·A·史基夫、諾曼·G·托馬斯在可可尼诺县发现了此天体。
这颗小行星的绝对星等为248.1644890472623等。